# Reprise Records
La Reprise Records ([reˈpriːs]) è un'etichetta discografica statunitense fondata nel 1960 da Frank Sinatra. È stata l'etichetta (oltre che dello stesso Sinatra) di numerosi artisti influenti, come Dean Martin, Bing Crosby, Jimi Hendrix, Steely Dan, Eric Clapton, Joni Mitchell, Randy Newman, Neil Young, Arlo Guthrie, Ry Cooder, Captain Beefheart, Frank Zappa, Gram Parsons, Emmylou Harris, The Fugs, Jethro Tull, Pentangle, Steely Dan, T. Rex, The Meters, John Cale, Gordon Lightfoot, The Beach Boys, Fleetwood Mac, Depeche Mode, Enya, Green Day ecc.
Nel 1963 la Reprise fu venduta alla Warner Music Group e da allora la Warner Bros. si occupa della distribuzione dei dischi.

## Storia
La Reprise fu formata nel 1960 quando  Frank Sinatra cominciò a desiderare più libertà dalla sua etichetta, la Capitol Records. Il primo album prodotto dall'etichetta fu Ring-a-ding-ding!. Poco più tardi anche gli amici del Rat Pack Dean Martin e Sammy Davis Jr. si unirono alla Reprise. Tra il 1961 e il 1963 ospitò anche illustri cantanti come Bing Crosby. La compagnia ha ancora oggi in listino tutti gli album di Sinatra pubblicati sotto la Reprise, e dopo la sua morte nel 1998 ottenne grandi incassi con i greatest hits.
Una delle caratteristiche basilari dell'etichetta fu la totale libertà dell'artista che ne faceva parte, inclusi diritti di proprietà e di vendita. Nel caso di Martin, i suoi dischi dovettero aspettare vent'anni prima di essere pubblicati, fino a che non fu raggiunto un accordo con la Capitol Records, sua vecchia etichetta.
Nel 1963, con la nuova proprietà della Warner Bros., molti vecchi artisti furono espulsi dalla Reprise. La compagnia cominciò a concentrarsi su artisti più giovani, come i Kinks nel 1964. Nei tardi anni sessanta la Warner decise di ammettere solo musicisti pop.
Nei tardi anni settanta Joni Mitchell e Captain Beefheart lasciarono la Reprise e Sinatra chiese di essere il solo artista della compagnia. Neil Young però rifiutò, ed è tuttora segnato alla Reprise. Joni Mitchell tornò negli anni ottanta dopo un disguido con la Geffen Records, ma poi lasciò l'etichetta di nuovo.

## Artisti oggi
Qui di seguito una lista dei maggiori artisti che oggi sono segnati alla Reprise Records.
- Ash
- Avenged Sevenfold
- The B-52s
- Walter Becker
- Blink-182
- Bloodsimple
- Lindsey Buckingham
- Michael Bublé
- Eric Clapton
- Deftones
- Billy Corgan
- Depeche Mode
- Dinosaur Jr.
- Disturbed
- E-40
- Duane Eddy
- Eisley
- Enya
- Donald Fagen
- Filter
- Fleetwood Mac
- Martin Gore
- Green Day
- Josh Groban
- Jimi Hendrix
- James Iha
- Andreas Johnson
- Lalaine
- Lil Scrappy
- Little Richard
- Mastodon
- Idina Menzel
- Mandy Moore
- Alanis Morissette
- My Chemical Romance
- Stevie Nicks
- Oasis
- Shadows Fall
- Sandie Shaw
- The Smashing Pumpkins
- Static-X
- Steely Dan
- Serj Tankian
- The Used
- The Veronicas
- Neil Young
- Charice